# Пітару
Пітару (рум. Pitaru) — село у повіті Димбовіца в Румунії. Входить до складу комуни Потлоджі.
Село розташоване на відстані 44 км на північний захід від Бухареста, 38 км на південь від Тирговіште, 143 км на схід від Крайови, 118 км на південь від Брашова.

## Населення
За даними перепису населення 2002 року у селі проживали 924 особи, з них 922 особи (99,8%) румунів. Рідною мовою 923 особи (99,9%) назвали румунську.